# Siemens & Halske Sh 13

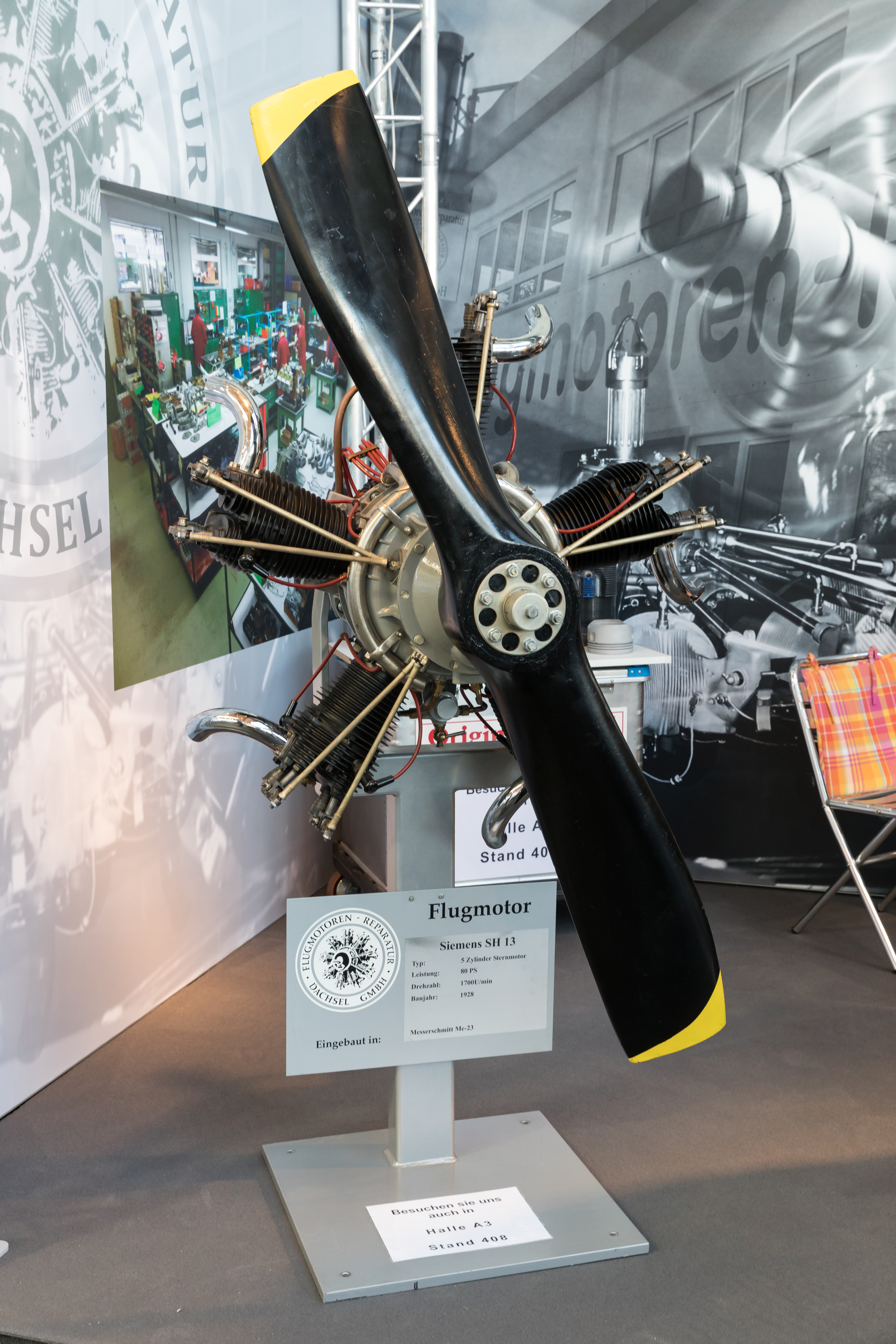
Siemens-Halske Sh 13 auf der Aero 2018

Der Siemens & Halske Sh 13 ist ein deutscher Flugmotor, der in den späten 1920er Jahren von der in Berlin ansässigen Firma Siemens & Halske entwickelt und bis Anfang der 1930er Jahre produziert wurde.

## Entwicklung
Der Sh 13 entstand 1928 aus dem Sh 10 durch Erweiterung der Zylinderbohrung von 100 mm auf 105 mm und Verbesserung des Ventilantriebs. Er ging im gleichen Jahr in die Serienproduktion, die bis 1930 lief und 90 Exemplare umfasste. 1929 erschienen die beiden Ausführungen Sh 13a und Sh 13b mit erhöhter Drehzahl und Leistung. Deren Hauptpleuel wurden aufgrund der gestiegenen Belastung verstärkt und mit einem Lager aus Weißmetall versehen. Gleichzeitig konnte das Gewicht durch die Verwendung eines Kurbelgehäuses aus Elektron gesenkt werden. Bis 1930 wurden ebenfalls etwa 90 Motoren ausgeliefert. Verwendung fand die Triebwerksreihe hauptsächlich in den deutschen Sportflugzeugen der 1930er Jahre, so auch in der M23b, mit der Fritz Morzik 1929 den Europarundflug für sich entscheiden konnte.

## Aufbau
Der Sh 13 ist ein luftgekühlter Fünfzylinder-Viertakt-Sternmotor mit Vergaser und Einheitszylindern aus Stahl mit tief über die Laufbuchse heruntergezogenen, stark verrippten Zylinderköpfen aus Leichtmetallguss. Ein Anlasser oder Getriebe sind nicht vorhanden.

## Nutzung
- Albatros L 82
- Dietrich DS I
- Dietrich DP II
- Focke-Wulf S 24
- Hüffer HB 28
- Junkers A 50
- Klemm Kl 25
- Klemm Kl 26
- Messerschmitt M23

## Technische Daten
| Kenngröße                         | Daten (Sh 13)               | Daten (Sh 13a)              |
| --------------------------------- | --------------------------- | --------------------------- |
| Baujahr                           | 1928                        | 1929                        |
| Bohrung                           | 105 mm                      | 105 mm                      |
| Hub                               | 120 mm                      | 120 mm                      |
| Hubraum                           | 5,2 l (5200 cm³)            | 5,2 l (5200 cm³)            |
| Verdichtung                       | 5,2 : 1                     | 5,2 : 1                     |
| Länge                             | 858 mm                      | 858 mm                      |
| Breite                            | 1006 mm                     | 1006 mm                     |
| Höhe                              | 1006 mm                     | 1006 mm                     |
| Masse                             | 117,5 kg                    | 110 kg                      |
| Einheitsmasse                     |                             | 1,19 kg/PS (1,62 kg/kW)     |
| Hubraumleistung                   |                             | 16,9 PS/l (12,5 kW/l)       |
| Startleistung                     | 82 PS (60 kW) bei 1800/m    | 88 PS (65 kW) bei 1900/min  |
| Kampf- und Steigleistung am Boden | 82 PS (60 kW) bei 1800/m    | 88 PS (65 kW) bei 1900/min  |
| Nennleistung am Boden             | 80 PS (59 kW) bei 1700/min  | 84 PS (62 kW) bei 1850/min  |
| Dauerleistung am Boden            | 72 PS (53 kW) bei 1650/min  | 75 PS (55 kW) bei 1800/min  |
| Kraftstoffverbrauch               | 230 g/PSh bei Dauerleistung | 230 g/PSh bei Dauerleistung |
| Schmierstoffverbrauch             | 12 g/PSh bei Dauerleistung  | 12 g/PSh bei Dauerleistung  |